# 赖恩施泰特
赖恩施泰特（德語：Reinstädt）是德国图林根州的一个市镇。总面积17.94平方公里，总人口517人，其中男性263人，女性254人（2011年12月31日），人口密度29人/平方公里。